# Algazino
Algazino (in russo: Алгазино) è un villaggio della Russia europea, situato nel Vurnarskij rajon nella repubblica dei Ciuvasci.

## Comunicazioni
È presente la televisione satellitare, in assenza di quella via cavo. Arrivano le trasmissioni radio di Radio Ciuvascia e di Radio Nazionale Ciuvascia.